# Газосховище Гайдах
Газосховище «Гайдах» — підземне сховище природного газу в місті Гайдах поблизу Зальцбурга, Австрія. Станом на кінець 2018 року з потужністю ~2,9 млрд кубометрів (млрд куб.м) це третє за величиною (після Rehden з об'ємом ~4,7 млрд кубометрів і Bergermeer ємністю ~4,5 млрд кубометрів) газове сховище в Центральній Європі.

## Історія
У 1997 році Rohöl-Aufsuchungs Aktiengesellschaft (RAG) виявила газовий резервуар Гайдах, що містив 4,3 мільярди кубометрів газу. Після виснаження резервуар планувалося переобладнати в газосховище. Договір на використання Гайдацького водосховища як сховища природного газу був підписаний між RAG, Wingas та Gazprom Export 13 травня 2005 року. Будівельні роботи розпочато у 2005 році Сховище газу офіційно почало працювати 24 травня 2007 року.

## Технічні особливості
Гайдацьке підземне сховище газу використовує виснажений Гайдацький пористий пісковиковий газовий пласт на глибині 1 600 метрів (5 200 фут). Експлуатаційна ємність газосховища на першому етапі становить 1,2 млрд куб. У квітні 2011 року, після завершення другої черги, експлуатаційну потужність планують подвоїти. Газосховище з'єднано з австрійською та німецькою газовою мережею в Бурггаузені / Юберакерні через 39 кілометрів (24 миля) газопровід Австрія-Баварія (ABG).
Будівництво першої черги коштувало 250 млн євро.

## Право власності
Газсховище «Гайдах» — спільний проект RAG, Wingas та «Газпром експорту». Ним керує австрійська енергетична компанія EVN.